# (4009) Drobyshevskij
(4009) Drobyshevskij est un astéroïde de la ceinture principale.

## Description
(4009) Drobyshevskij est un astéroïde de la ceinture principale. Il fut découvert le 13 mars 1977 à Naoutchnyï par Nikolaï Tchernykh. Il présente une orbite caractérisée par un demi-grand axe de 3,14 UA, une excentricité de 0,13 et une inclinaison de 2,3° par rapport à l'écliptique.

## Compléments